# L'Union des Arts
L'Union des Arts was een Brusselse vereniging van beeldende kunstenaars die bestond van 1876 tot 1885.
Aan de basis van L'Union des Arts lagen leerlingen en oud-leerlingen van de Academie voor Schone Kunsten van Brussel die zich niet konden vinden in de koers van de iets eerder gestichte kunstenaarsvereniging L'Essor.
Ook L'Union organiseerde net als L'Essor groepstentoonstellingen met kunstwerken van leden. Er zijn er een drietal gekend. Maar het succes bleef uit. Die tentoonstellingen vonden plaats in het persoonlijke atelier van medestichter-voorzitter Franz Meerts.
Leden van deze vereniging waren: Frans Meerts, Louis Baretta, Marie De Bièvre, Charles Defreyn, Jules Dujardin, Joseph Flameng, Ernest Hoerickx, Louis Ludwig, Léon Massaux, Joseph Middeleer, R. Ovyn, Emile Rimbout, Pieter Stobbaerts, Flori Van Acker en H. Van der Taelen.
Na de opheffing van L'Union des Arts poogde Franz Meerts een nieuwe vereniging voor jonge kunstenaars te stichten : het werd Voorwaarts in 1885.
L'Union des Arts had haar werking in dezelfde tijd als L'Essor, Les XX en Les Hydrophiles.